# Novo arcabouço fiscal
O novo arcabouço fiscal, também conhecido como "regime fiscal sustentável", é um mecanismo de controle de endividamento público brasileiro criado, por meio do PL 93/2023, para substituir o Teto de Gastos. O projeto de lei foi elaborado pelo Ministério da Fazenda do governo Lula, liderado por Fernando Haddad, e entrou em vigor ao final de agosto de 2023.
O arcabouço limita o crescimento dos gastos públicos a 70% do crescimento real (acima da inflação) das receitas governamentais do ano anterior. Além disso, cria também um piso e um teto para o crescimento das despesas fiscais, que devem ter crescimento acima da inflação entre 0,6% e 2,5% ao ano. Os investimentos seguem um piso de correção mínimo ao nível da inflação. Caso as metas não sejam atingidas, o aumento dos gastos públicos passa a ser limitado a 50% do crescimento real da arrecadação do ano anterior. Gatilhos graduais de contenção de gastos podem ser acionados caso o governo não consiga sistematicamente cumprir as metas fiscais. Com a aprovação, o governo espera conseguir zerar o déficit primário em 2024 e obter superávits de 0,5% e 1% do PIB em 2025 e 2026, respectivamente. O presidente Lula, no entanto, afirmou, no dia 27 de outubro de 2023, que o Brasil dificilmente atingirá a meta de zerar o déficit em 2024.

## Contexto e tramitação
Desde sua aprovação, o Teto de Gastos era alvo de frequentes críticas de Lula e de outros petistas. Após a eleição em outubro de 2022, durante o período de transição, Lula e sua equipe articularam com o Congresso Nacional uma emenda constitucional, chamada de "PEC da Transição" ou "PEC do Estouro", que dispunha sobre um crescimento dos gastos governamentais sem contrapartidas de corte de despesas, fora do Teto em vigor. Além disso, a PEC determinava que um novo regime fiscal seria enviado pelo governo ao Congresso até a agosto de 2023, necessitando de aprovação como Lei Complementar.
O projeto foi apresentado por Fernando Haddad e Simone Tebet ao final de março de 2023. Ele previa um compromisso de superávit primário, a partir de 2025, em bandas de 0,25% em relação à meta. Diferente do Teto de Gastos aprovado no governo Temer, seria permitida o crescimento real da despesa acima da inflação. Na Câmara dos Deputados, o deputado Cláudio Cajado (PP-BA) assumiu a relatoria do projeto. Após negociações entre parlamentares, Cajado apresentou mudanças ao projeto, tornando-o mais rígido que o original. Entre elas, encontram-se medidas obrigatórias de contingenciamento de gastos caso a meta fiscal não seja cumprida, como, por exemplo, impedimentos de concessão de incentivos fiscais e de criação de cargos públicos ou auxílios. Votado em regime de urgência, o Projeto de Lei Complementar foi aprovado em primeiro turno com 372 votos favoráveis e 108 contrários, após forte articulação política de Arthur Lira (PP-AL), presidente da Câmara. O PL e o Partido Novo oficialmente orientaram voto contrário ao projeto, visando defender a continuidade do Teto de Gastos; apesar disso, um terço dos deputados do PL votou a favor.  Além deles, apenas a federação Psol-Rede posicionou-se contra o novo regime fiscal na Câmara, argumentando contra o estabelecimento de barreiras orçamentárias.
No dia da votação do Projeto, o governo Lula liberou R$ 1,1 bilhão de emendas parlamentares, utilizadas pelo Executivo em momentos em que precisa de apoio no Congresso. Além dessas, também foram liberados recursos "herdados" do orçamento secreto, que, embora sob controle de ministérios federais, ainda atendem a pedidos de parlamentares.
Relatado por Omar Aziz (PSD-AM), o projeto do novo arcabouço fiscal passou por novas alterações no Senado. Foram excluídos do limite de gastos o Fundeb, o Fundo Constitucional do Distrito Federal e despesas com ciência, tecnologia e inovação. O texto, então, foi aprovado por 57 votos a 17.

## Recepção
Em geral, o novo arcabouço fiscal foi recebido positivamente por especialistas. Eles destacam que controles fiscais são necessários para estabilizar o endividamento público. Além disso, foram criados mecanismos que permitiam escapar ao cumprimento efetivo do Teto de Gastos, o que levou a perda de credibilidade do mecanismo. CEOs de empresas como a Gerdau, B3, Sanepar, Grupo Fleury, BP Bunge Bioenergia, Vale e outras avaliaram que as reformas foram positivas. Paulo Feldmanm argumenta que a proposta foi melhor do que o esperado, e que foi bem recebida pelo mercado; segundo ele, com a esperada redução da dívida, o Banco Central deveria reduzir a taxa de juros.
No entanto, economistas apontam que o governo necessitará de um aumento de receitas para que as metas fiscais sejam atingidas. Nesse sentido, o professor Simão Silber argumenta que a proposta seria pouco realista, pois depende de um improvável desempenho vigoroso da economia ou de uma aumento de carga tributária, algo que não é aprovado no Congresso Nacional há muito tempo.
Segundo o professor da USP Hélio Zylberstajn, a proposta levará ao crescimento dos gastos públicos, dividindo-os em "gastos protegidos", entre eles, educação, saúde e emendas parlamentares, que crescerão em uma proporção maior do que outros gastos, como o funcionalismo público e aposentadorias. O problema, segundo ele, é que essa tentativa de separar gastos que podem crescer enquanto outros são comprimidos dificilmente será conseguida.
Para Alexandre Schwartsman, ex-diretor do Banco Central, em razão das manifestações do governo de que não se buscaria zerar o déficit em 2024 mediante corte de despesas, o novo arcabouço fiscal se desfez antes mesmo de entrar em vigor, e a consequência será inflação mais alta, juros mais altos e crescimento mais baixo.

Uma vertente distinta de críticas veio da esquerda. Alguns deputados do PT protocolaram uma nota criticando a novo regime fiscal, em especial o relatório de Cajado, por "estrangular" o poder público a favor de interesses rentistas. Apesar disso, os deputados petistas votaram integralmente pela aprovação do projeto. Já a bancada do Psol votou contra, com críticas similares.